# Général Immortus
Le Général Immortus est un super-vilain de l'univers DC Comics. Il apparaît pour la première fois dans My Greatest Adventure #80 en 1963, où apparaît également ses ennemis, la Doom Patrol. Le Général Immortus a aussi été appelé "le Soldat éternel" (The Forever Soldier) ou "Le Général éternel" (The Forever General).

## Histoire
Immortus était le chef d'un syndicat de criminels qui avait réussi à vivre pendant des siècles grâce à une potion permettant d'étendre sa durée de vie. Lorsque les effets de la potion commencèrent à cesser, il demanda au jeune scientifique Niles Caulder de recréer la potion. Lorsque Caulder découvrit la véritable identité d'Immortus et ses intentions, il sabota le "rayon d'extension de vie" qu'il était occupé à développer. Puis il forma plus tard la Doom Patrol, précisément pour contrer l'un des plans d'Immortus.
Immortus affronta plusieurs fois la Doom Patrol, espérant en général tirer quelque chose des recherches de Caulder sur l'extension de la durée de vie. Ces affrontements l'amenèrent à joindre la Confrérie du Mal, un groupe également ennemi de la Doom Patrol. De fait, il affronta ainsi également les Teen Titans.

## Pouvoirs et capacités
Immortus est un génie du crime et un génie stratégique. Ayant vécu des siècles grâce à sa potion, il possède une expérience impressionnante et inégalable par un humain ordinaire.

## Autres médias

### Série animée Teen Titans
Le Général Immortus apparaît dans la série animée Teen Titans : Les Jeunes Titans en tant que membre original de la Confrérie du Mal. Dans cette version, il est apparemment beaucoup plus âgé que dans le comic : des scènes flash-back le présentent commandant des troupes lors de différentes batailles, dont une dans l'Égypte antique. D'après Mento de la Doom Patrol, Immortus est devenu un maître en stratégie en raison de ses millénaires d'expériences, et connaît presque toutes les stratégies existantes, ayant été présent à quasiment toutes les guerres de toutes les époques. Son uniforme et ceux de ses soldats à pieds rappellent ceux de la Wehrmacht, suggérant qu'Immortus a été membre du Parti Nazi.
Il n'a pas été précisé s'il est réellement immortel dans cette version, ou si, comme dans le comics, il a survécu grâce à une potion. Cependant, la seconde hypothèse semble plus probable (dans une scène, il dit en regardant la Doom Patrol : « Résistant, certes. Mais pas immortel »).
Au cours de la série, Immortus se bat généralement en envoyant une armée de soldats et de robots. Néanmoins, il est peu vu par rapport à Madame Rouge et Monsieur Mallah.
Il est envoyé avec son armée de robots par le Cerveau dans Appel à tous les Titans pour capturer Argent, avec succès. Lors de la bataille finale dans Tous à l'attaque, lui et son armée sont éjectés par un raz de marée d'Aqualad et de Tramm. Il est ensuite capturé et gelé avec le reste de la Confrérie.